# 1000 mijl van Sebring 2022
De 1000 mijl van Sebring 2022 was de eerste race van het FIA World Endurance Championship-seizoen 2022. De race werd verreden op 18 maart 2022 op de Sebring International Raceway nabij Sebring, Florida, Verenigde Staten. Het is de tweede editie van de race.
De race werd gewonnen door de Alpine Elf Team #36 van Nicolas Lapierre, André Negrão en Matthieu Vaxivière. De LMP2-klasse werd gewonnen door de United Autosports USA #23 van Oliver Jarvis, Josh Pierson en Paul di Resta. De LMP2 Pro-Am-klasse werd gewonnen door de AF Corse #83 van Nicklas Nielsen, François Perrodo en Alessio Rovera. De LMGTE Pro-klasse werd gewonnen door de Porsche GT Team #92 van Michael Christensen en Kévin Estre. De LMGTE Am-klasse werd gewonnen door de Northwest AMR #98 van Paul Dalla Lana, David Pittard en Nicki Thiim.

## Inschrijvingen
Op 9 maart 2022 werd de inschrijvingslijst van de 1000 mijl van Sebring onthuld.

## Kwalificatie
Tijden vetgedrukt betekent de snelste tijd in die klasse.
| Pos. | Klasse      | No. | Team                      | Tijd      | Grid |
| ---- | ----------- | --- | ------------------------- | --------- | ---- |
| 1    | Hypercar    | 36  | Alpine Elf Team           | 1:47.407  | 1    |
| 2    | Hypercar    | 708 | Glickenhaus Racing        | 1:48.471  | 2    |
| 3    | LMP2 Pro-Am | 83  | AF Corse                  | 1:49.014  | 3    |
| 4    | Hypercar    | 8   | Toyota Gazoo Racing       | 1:49.217  | 4    |
| 5    | LMP2        | 22  | United Autosports USA     | 1:49.388  | 5    |
| 6    | LMP2        | 23  | United Autosports USA     | 1:49.510  | 6    |
| 7    | Hypercar    | 7   | Toyota Gazoo Racing       | 1:49.581  | 7    |
| 8    | LMP2        | 31  | WRT                       | 1:49.670  | 8    |
| 9    | LMP2        | 41  | RealTeam by WRT           | 1:49.688  | 9    |
| 10   | LMP2        | 9   | Prema Orlen Team          | 1:50.057  | 10   |
| 11   | LMP2        | 28  | Jota                      | 1:50.178  | 11   |
| 12   | LMP2        | 38  | Jota                      | 1:50.596  | 12   |
| 13   | LMP2        | 5   | Team Penske               | 1:50.629  | 13   |
| 14   | LMP2        | 1   | Richard Mille Racing Team | 1:50.916  | 14   |
| 15   | LMP2 Pro-Am | 35  | Ultimate                  | 1:50.954  | 15   |
| 16   | LMP2        | 10  | Vector Sport              | 1:50.955  | 16   |
| 17   | LMP2 Pro-Am | 44  | ARC Bratislava            | 1:51.182  | 17   |
| 18   | LMP2 Pro-Am | 45  | Algarve Pro Racing        | 1:51.332  | 18   |
| 19   | LMGTE Pro   | 92  | Porsche GT Team           | 1:57.233  | 19   |
| 20   | LMGTE Pro   | 91  | Porsche GT Team           | 1:57.383  | 20   |
| 21   | LMGTE Pro   | 64  | Corvette Racing           | 1:57.696  | 21   |
| 22   | LMGTE Am    | 33  | TF Sport                  | 1:59.204  | 22   |
| 23   | LMGTE Pro   | 51  | AF Corse                  | 1:59.299  | 23   |
| 24   | LMGTE Pro   | 52  | AF Corse                  | 1:59.388  | 24   |
| 25   | LMGTE Am    | 98  | Northwest AMR             | 2:00.570  | 25   |
| 26   | LMGTE Am    | 56  | Team Project 1            | 2:00.649  | 26   |
| 27   | LMGTE Am    | 85  | Iron Dames                | 2:01.140  | 27   |
| 28   | LMGTE Am    | 777 | D'Station Racing          | 2:01.379  | 28   |
| 29   | LMGTE Am    | 77  | Dempsey-Proton Racing     | 2:02.079  | 29   |
| 30   | LMGTE Am    | 54  | AF Corse                  | 2:02.264  | 30   |
| 31   | LMGTE Am    | 71  | Spirit of Race            | 2:02.800  | 31   |
| 32   | LMGTE Am    | 21  | AF Corse                  | 2:03.116  | 32   |
| 33   | LMGTE Am    | 88  | Dempsey-Proton Racing     | 2:03.560  | 33   |
| 34   | LMGTE Am    | 60  | Iron Lynx                 | 2:03.726  | 34   |
| 35   | LMGTE Am    | 46  | Team Project 1            | Geen tijd | 35   |
| 36   | LMP2        | 34  | Inter Europol Competition | Geen tijd | 36   |

## Uitslag
Winnaars in hun klasse zijn vetgedrukt; Hypercar is rood, LMP2 is blauw, LMGTE Pro is groen en LMGTE Am is oranje.
De race werd twee keer stilgelegd. De eerste onderbreking kwam na een ongeluk van de #7 Toyota Gazoo Racing, waardoor de vangrails gerepareerd moesten worden. De tweede onderbreking vond tijdens het laatste uur van de race plaats en werd veroorzaakt door onweer en zware regenval in en om het circuit. Vanwege de weersomstandigheden werd de race uiteindelijk vroegtijdig beëindigd.
| Pos. | Klasse      | No. | Team                      | Coureurs                                               | Chassis                       | Banden | Ronden | Tijd/Reden       |
| Pos. | Klasse      | No. | Team                      | Coureurs                                               | Motor                         | Banden | Ronden | Tijd/Reden       |
| ---- | ----------- | --- | ------------------------- | ------------------------------------------------------ | ----------------------------- | ------ | ------ | ---------------- |
| 1    | Hypercar    | 36  | Alpine Elf Team           | André Negrão Nicolas Lapierre Matthieu Vaxivière       | Alpine A480                   | M      | 194    | 7:15:37.293      |
| 1    | Hypercar    | 36  | Alpine Elf Team           | André Negrão Nicolas Lapierre Matthieu Vaxivière       | Gibson GL458 4.5 L V8         | M      | 194    | 7:15:37.293      |
| 2    | Hypercar    | 8   | Toyota Gazoo Racing       | Sébastien Buemi Brendon Hartley Ryō Hirakawa           | Toyota GR010 Hybrid           | M      | 194    | +37.466          |
| 2    | Hypercar    | 8   | Toyota Gazoo Racing       | Sébastien Buemi Brendon Hartley Ryō Hirakawa           | Toyota 3.5 L Turbo V6         | M      | 194    | +37.466          |
| 3    | Hypercar    | 708 | Glickenhaus Racing        | Olivier Pla Romain Dumas Ryan Briscoe                  | Glickenhaus SCG 007 LMH       | M      | 193    | +1 ronde         |
| 3    | Hypercar    | 708 | Glickenhaus Racing        | Olivier Pla Romain Dumas Ryan Briscoe                  | Glickenhaus 3.5 L Turbo V8    | M      | 193    | +1 ronde         |
| 4    | LMP2        | 23  | United Autosports USA     | Paul di Resta Oliver Jarvis Josh Pierson               | Oreca 07                      | G      | 192    | +2 ronden        |
| 4    | LMP2        | 23  | United Autosports USA     | Paul di Resta Oliver Jarvis Josh Pierson               | Gibson GK428 4.2 L V8         | G      | 192    | +2 ronden        |
| 5    | LMP2        | 31  | Team WRT                  | Sean Gelael Robin Frijns René Rast                     | Oreca 07                      | G      | 192    | +2 ronden        |
| 5    | LMP2        | 31  | Team WRT                  | Sean Gelael Robin Frijns René Rast                     | Gibson GK428 4.2 L V8         | G      | 192    | +2 ronden        |
| 6    | LMP2        | 41  | RealTeam by Team WRT      | Rui Andrade Ferdinand Habsburg Norman Nato             | Oreca 07                      | G      | 192    | +2 ronden        |
| 6    | LMP2        | 41  | RealTeam by Team WRT      | Rui Andrade Ferdinand Habsburg Norman Nato             | Gibson GK428 4.2 L V8         | G      | 192    | +2 ronden        |
| 7    | LMP2        | 9   | Prema Orlen Team          | Robert Kubica Louis Delétraz Lorenzo Colombo           | Oreca 07                      | G      | 192    | +2 ronden        |
| 7    | LMP2        | 9   | Prema Orlen Team          | Robert Kubica Louis Delétraz Lorenzo Colombo           | Gibson GK428 4.2 L V8         | G      | 192    | +2 ronden        |
| 8    | LMP2        | 28  | Jota                      | Oliver Rasmussen Ed Jones Jonathan Aberdein            | Oreca 07                      | G      | 192    | +2 ronden        |
| 8    | LMP2        | 28  | Jota                      | Oliver Rasmussen Ed Jones Jonathan Aberdein            | Gibson GK428 4.2 L V8         | G      | 192    | +2 ronden        |
| 9    | LMP2        | 38  | Jota                      | Roberto González António Félix da Costa Will Stevens   | Oreca 07                      | G      | 192    | +2 ronden        |
| 9    | LMP2        | 38  | Jota                      | Roberto González António Félix da Costa Will Stevens   | Gibson GK428 4.2 L V8         | G      | 192    | +2 ronden        |
| 10   | LMP2        | 22  | United Autosports USA     | Philip Hanson Filipe Albuquerque Will Owen             | Oreca 07                      | G      | 192    | +2 ronden        |
| 10   | LMP2        | 22  | United Autosports USA     | Philip Hanson Filipe Albuquerque Will Owen             | Gibson GK428 4.2 L V8         | G      | 192    | +2 ronden        |
| 11   | LMP2        | 5   | Team Penske               | Dane Cameron Emmanuel Collard Felipe Nasr              | Oreca 07                      | G      | 192    | +2 ronden        |
| 11   | LMP2        | 5   | Team Penske               | Dane Cameron Emmanuel Collard Felipe Nasr              | Gibson GK428 4.2 L V8         | G      | 192    | +2 ronden        |
| 12   | LMP2 Pro-Am | 83  | AF Corse                  | François Perrodo Nicklas Nielsen Alessio Rovera        | Oreca 07                      | G      | 191    | +3 ronden        |
| 12   | LMP2 Pro-Am | 83  | AF Corse                  | François Perrodo Nicklas Nielsen Alessio Rovera        | Gibson GK428 4.2 L V8         | G      | 191    | +3 ronden        |
| 13   | LMP2 Pro-Am | 35  | Ultimate                  | Jean-Baptiste Lahaye Matthieu Lahaye François Heriau   | Oreca 07                      | G      | 190    | +4 ronden        |
| 13   | LMP2 Pro-Am | 35  | Ultimate                  | Jean-Baptiste Lahaye Matthieu Lahaye François Heriau   | Gibson GK428 4.2 L V8         | G      | 190    | +4 ronden        |
| 14   | LMP2 Pro-Am | 45  | Algarve Pro Racing        | Steven Thomas James Allen René Binder                  | Oreca 07                      | G      | 190    | +4 ronden        |
| 14   | LMP2 Pro-Am | 45  | Algarve Pro Racing        | Steven Thomas James Allen René Binder                  | Gibson GK428 4.2 L V8         | G      | 190    | +4 ronden        |
| 15   | LMP2        | 1   | Richard Mille Racing Team | Lilou Wadoux Sébastien Ogier Charles Milesi            | Oreca 07                      | G      | 189    | +5 ronden        |
| 15   | LMP2        | 1   | Richard Mille Racing Team | Lilou Wadoux Sébastien Ogier Charles Milesi            | Gibson GK428 4.2 L V8         | G      | 189    | +5 ronden        |
| 16   | LMP2 Pro-Am | 44  | ARC Bratislava            | Miroslav Konôpka Mathias Beche Tijmen van der Helm     | Oreca 07                      | G      | 188    | +6 ronden        |
| 16   | LMP2 Pro-Am | 44  | ARC Bratislava            | Miroslav Konôpka Mathias Beche Tijmen van der Helm     | Gibson GK428 4.2 L V8         | G      | 188    | +6 ronden        |
| 17   | LMGTE Pro   | 92  | Porsche GT Team           | Michael Christensen Kévin Estre                        | Porsche 911 RSR-19            | M      | 183    | +11 ronden       |
| 17   | LMGTE Pro   | 92  | Porsche GT Team           | Michael Christensen Kévin Estre                        | Porsche 4.2 L Flat-6          | M      | 183    | +11 ronden       |
| 18   | LMGTE Pro   | 64  | Corvette Racing           | Tommy Milner Nick Tandy                                | Chevrolet Corvette C8.R       | M      | 183    | +11 ronden       |
| 18   | LMGTE Pro   | 64  | Corvette Racing           | Tommy Milner Nick Tandy                                | Chevrolet 5.5 L V8            | M      | 183    | +11 ronden       |
| 19   | LMGTE Pro   | 91  | Porsche GT Team           | Gianmaria Bruni Richard Lietz                          | Porsche 911 RSR-19            | M      | 183    | +11 ronden       |
| 19   | LMGTE Pro   | 91  | Porsche GT Team           | Gianmaria Bruni Richard Lietz                          | Porsche 4.2 L Flat-6          | M      | 183    | +11 ronden       |
| 20   | LMGTE Pro   | 51  | AF Corse                  | Alessandro Pier Guidi James Calado                     | Ferrari 488 GTE Evo           | M      | 183    | +11 ronden       |
| 20   | LMGTE Pro   | 51  | AF Corse                  | Alessandro Pier Guidi James Calado                     | Ferrari F154CB 3.9 L Turbo V8 | M      | 183    | +11 ronden       |
| 21   | LMGTE Am    | 98  | Northwest AMR             | Paul Dalla Lana David Pittard Nicki Thiim              | Aston Martin Vantage AMR      | M      | 180    | +14 ronden       |
| 21   | LMGTE Am    | 98  | Northwest AMR             | Paul Dalla Lana David Pittard Nicki Thiim              | Aston Martin 4.0 L Turbo V8   | M      | 180    | +14 ronden       |
| 22   | LMGTE Pro   | 52  | AF Corse                  | Miguel Molina Antonio Fuoco                            | Ferrari 488 GTE Evo           | M      | 180    | +14 ronden       |
| 22   | LMGTE Pro   | 52  | AF Corse                  | Miguel Molina Antonio Fuoco                            | Ferrari F154CB 3.9 L Turbo V8 | M      | 180    | +14 ronden       |
| 23   | LMGTE Am    | 33  | TF Sport                  | Ben Keating Florian Latorre Marco Sørensen             | Aston Martin Vantage AMR      | M      | 180    | +14 ronden       |
| 23   | LMGTE Am    | 33  | TF Sport                  | Ben Keating Florian Latorre Marco Sørensen             | Aston Martin 4.0 L Turbo V8   | M      | 180    | +14 ronden       |
| 24   | LMGTE Am    | 56  | Team Project 1            | Brendan Iribe Ollie Millroy Ben Barnicoat              | Porsche 911 RSR-19            | M      | 180    | +14 ronden       |
| 24   | LMGTE Am    | 56  | Team Project 1            | Brendan Iribe Ollie Millroy Ben Barnicoat              | Porsche 4.2 L Flat-6          | M      | 180    | +14 ronden       |
| 25   | LMGTE Am    | 77  | Dempsey-Proton Racing     | Christian Ried Sebastian Priaulx Harry Tincknell       | Porsche 911 RSR-19            | M      | 180    | +14 ronden       |
| 25   | LMGTE Am    | 77  | Dempsey-Proton Racing     | Christian Ried Sebastian Priaulx Harry Tincknell       | Porsche 4.2 L Flat-6          | M      | 180    | +14 ronden       |
| 26   | LMGTE Am    | 85  | Iron Dames                | Rahel Frey Michelle Gatting Sarah Bovy                 | Ferrari 488 GTE Evo           | M      | 179    | +15 ronden       |
| 26   | LMGTE Am    | 85  | Iron Dames                | Rahel Frey Michelle Gatting Sarah Bovy                 | Ferrari F154CB 3.9 L Turbo V8 | M      | 179    | +15 ronden       |
| 27   | LMGTE Am    | 777 | D'Station Racing          | Satoshi Hoshino Tomonobu Fujii Charlie Fagg            | Aston Martin Vantage AMR      | M      | 179    | +15 ronden       |
| 27   | LMGTE Am    | 777 | D'Station Racing          | Satoshi Hoshino Tomonobu Fujii Charlie Fagg            | Aston Martin 4.0 L Turbo V8   | M      | 179    | +15 ronden       |
| 28   | LMGTE Am    | 21  | AF Corse                  | Simon Mann Christoph Ulrich Toni Vilander              | Ferrari 488 GTE Evo           | M      | 178    | +16 ronden       |
| 28   | LMGTE Am    | 21  | AF Corse                  | Simon Mann Christoph Ulrich Toni Vilander              | Ferrari F154CB 3.9 L Turbo V8 | M      | 178    | +16 ronden       |
| 29   | LMGTE Am    | 60  | Iron Lynx                 | Claudio Schiavoni Matteo Cressoni Giancarlo Fisichella | Ferrari 488 GTE Evo           | M      | 178    | +16 ronden       |
| 29   | LMGTE Am    | 60  | Iron Lynx                 | Claudio Schiavoni Matteo Cressoni Giancarlo Fisichella | Ferrari F154CB 3.9 L Turbo V8 | M      | 178    | +16 ronden       |
| 30   | LMGTE Am    | 54  | AF Corse                  | Thomas Flohr Francesco Castellacci Nick Cassidy        | Ferrari 488 GTE Evo           | M      | 178    | +16 ronden       |
| 30   | LMGTE Am    | 54  | AF Corse                  | Thomas Flohr Francesco Castellacci Nick Cassidy        | Ferrari F154CB 3.9 L Turbo V8 | M      | 178    | +16 ronden       |
| 31   | LMP2        | 34  | Inter Europol Competition | Jakub Śmiechowski Fabio Scherer Esteban Gutiérrez      | Oreca 07                      | G      | 174    | +20 ronden       |
| 31   | LMP2        | 34  | Inter Europol Competition | Jakub Śmiechowski Fabio Scherer Esteban Gutiérrez      | Gibson GK428 4.2 L V8         | G      | 174    | +20 ronden       |
| 32   | LMGTE Am    | 88  | Dempsey-Proton Racing     | Fred Poordad Patrick Lindsey Julien Andlauer           | Porsche 911 RSR-19            | M      | 169    | +25 ronden       |
| 32   | LMGTE Am    | 88  | Dempsey-Proton Racing     | Fred Poordad Patrick Lindsey Julien Andlauer           | Porsche 4.2 L Flat-6          | M      | 169    | +25 ronden       |
| 33   | LMP2        | 10  | Vector Sport              | Nico Müller Ryan Cullen Mike Rockenfeller              | Oreca 07                      | G      | 157    | +37 ronden       |
| 33   | LMP2        | 10  | Vector Sport              | Nico Müller Ryan Cullen Mike Rockenfeller              | Gibson GK428 4.2 L V8         | G      | 157    | +37 ronden       |
| NC   | LMGTE Am    | 71  | Spirit of Race            | Franck Dezoteux Pierre Ragues Gabriel Aubry            | Ferrari 488 GTE Evo           | M      | 122    | Niet geklasseerd |
| NC   | LMGTE Am    | 71  | Spirit of Race            | Franck Dezoteux Pierre Ragues Gabriel Aubry            | Ferrari F154CB 3.9 L Turbo V8 | M      | 122    | Niet geklasseerd |
| NC   | LMGTE Am    | 46  | Team Project 1            | Matteo Cairoli Mikkel O. Pedersen Nicolas Leutwiler    | Porsche 911 RSR-19            | M      | 86     | Niet geklasseerd |
| NC   | LMGTE Am    | 46  | Team Project 1            | Matteo Cairoli Mikkel O. Pedersen Nicolas Leutwiler    | Porsche 4.2 L Flat-6          | M      | 86     | Niet geklasseerd |
| DNF  | Hypercar    | 7   | Toyota Gazoo Racing       | Mike Conway Kamui Kobayashi José María López           | Toyota GR010 Hybrid           | M      | 110    | Ongeluk          |
| DNF  | Hypercar    | 7   | Toyota Gazoo Racing       | Mike Conway Kamui Kobayashi José María López           | Toyota 3.5 L Turbo V6         | M      | 110    | Ongeluk          |

## Tussenstanden na wedstrijd
Hypercar (coureurs)
| Pos | Coureur                                          | Punten |
| --- | ------------------------------------------------ | ------ |
| 1   | André Negrão Nicolas Lapierre Matthieu Vaxivière | 39     |
| 2   | Sébastien Buemi Brendon Hartley Ryō Hirakawa     | 27     |
| 3   | Olivier Pla Romain Dumas Ryan Briscoe            | 23     |
| 4   | Mike Conway Kamui Kobayashi José María López     | 0      |

Hypercar (constructeurs)
| Pos | Constructeur | Punten |
| --- | ------------ | ------ |
| 1   | Alpine       | 39     |
| 2   | Toyota       | 27     |
| 3   | Glickenhaus  | 23     |

LMGTE (coureurs)
| Pos | Coureur                                   | Punten |
| --- | ----------------------------------------- | ------ |
| 1   | Michael Christensen Kévin Estre           | 39     |
| 2   | Tommy Milner Nick Tandy                   | 27     |
| 3   | Gianmaria Bruni Richard Lietz             | 23     |
| 4   | Alessandro Pier Guidi James Calado        | 18     |
| 5   | Paul Dalla Lana David Pittard Nicki Thiim | 15     |

LMGTE (constructeurs)
| Pos | Constructeur | Punten |
| --- | ------------ | ------ |
| 1   | Porsche      | 62     |
| 2   | Ferrari      | 33     |
| 3   | Chevrolet    | 27     |

LMP2 (coureurs)
| Pos | Coureur                                      | Punten |
| --- | -------------------------------------------- | ------ |
| 1   | Paul di Resta Oliver Jarvis Josh Pierson     | 38     |
| 2   | Sean Gelael Robin Frijns René Rast           | 27     |
| 3   | Rui Andrade Ferdinand Habsburg Norman Nato   | 23     |
| 4   | Robert Kubica Louis Delétraz Lorenzo Colombo | 18     |
| 5   | Oliver Rasmussen Ed Jones Jonathan Aberdein  | 15     |

LMP2 (teams)
| Pos | Nr | Team                  | Punten |
| --- | -- | --------------------- | ------ |
| 1   | 23 | United Autosports USA | 38     |
| 2   | 31 | WRT                   | 27     |
| 3   | 41 | RealTeam by WRT       | 23     |
| 4   | 9  | Prema Orlen Team      | 18     |
| 5   | 28 | Jota                  | 15     |

LMP2 Pro-Am (coureurs)
| Pos | Coureur                                              | Punten |
| --- | ---------------------------------------------------- | ------ |
| 1   | François Perrodo Nicklas Nielsen Alessio Rovera      | 38     |
| 2   | Jean-Baptiste Lahaye Matthieu Lahaye François Heriau | 27     |
| 3   | Steven Thomas James Allen René Binder                | 23     |
| 4   | Miroslav Konôpka Mathias Beche Tijmen van der Helm   | 18     |

LMP2 Pro-Am (teams)
| Pos | Nr | Team               | Punten |
| --- | -- | ------------------ | ------ |
| 1   | 83 | AF Corse           | 38     |
| 2   | 35 | Ultimate           | 27     |
| 3   | 45 | Algarve Pro Racing | 23     |
| 4   | 44 | ARC Bratislava     | 18     |

LMGTE Am (coureurs)
| Pos | Coureur                                          | Punten |
| --- | ------------------------------------------------ | ------ |
| 1   | Paul Dalla Lana David Pittard Nicki Thiim        | 38     |
| 2   | Ben Keating Florian Latorre Marco Sørensen       | 28     |
| 3   | Brendan Iribe Ollie Millroy Ben Barnicoat        | 23     |
| 4   | Christian Ried Sebastian Priaulx Harry Tincknell | 18     |
| 5   | Rahel Frey Michelle Gatting Sarah Bovy           | 15     |

LMGTE Am (teams)
| Pos | Nr | Team                  | Punten |
| --- | -- | --------------------- | ------ |
| 1   | 98 | Northwest AMR         | 38     |
| 2   | 33 | TF Sport              | 28     |
| 3   | 56 | Team Project 1        | 23     |
| 4   | 77 | Dempsey-Proton Racing | 18     |
| 5   | 85 | Iron Dames            | 15     |